# جورج ریدر
جورج ریدر (انگلیسی: George Reader؛ ۲۲ نوامبر ۱۸۹۶ – ۱۳ ژوئیهٔ ۱۹۷۸) یک بازیکن فوتبال بود.